# Мадог ап Грифид Майлор
Мадог ап Грифид (валл. Madog ap Gruffydd; ум. 1236) — старший сын Грифида и его жены Анхарад, которая была дочерью Оуайна.

## Биография
Мадог правил совместно со своим братом Оуайном до 1197 году, когда Оуайн умер. После, Мадог объединил все земли Северного Поуиса в единое княжество, названное в его честь Поуис-Вадог.
Поначалу Мадог был близок к своему двоюродному брату, Лливелину Гвинедскому, но постепенно отошел от него и держался в стороне с 1212 года, когда его двоюродный брат стал более могущественнее чем другие валлийские правители. Позже Мадог стал вассалом Джона, короля Англии.
В 1215 году Джон умер и Мадог снвоа стал союзником Лливелина. в 1236 году Мадог умер и его владения были унаследованы его сыновьями: Грифид стал править в Динас-Бране, другой Грифид в Йеле, другие сыновья также владели своими территориями, но старший Грифид, унаследовал титул правителя Поуис-Вадога.